# Las primas
Las primas es una novela de la escritora argentina Aurora Venturini, publicada en 2007 por Página/12.
Presentada bajo el seudónimo de Beatriz Portinari al Premio de Nueva Novela Página/12, la novela ganó el premio, fue publicada ese mismo año como parte del premio por Página/12 y, en 2010, cuando se publicó en España por la editorial Caballo de Troya, recibió el II Premio Otras Voces, Otros Ámbitos. Además, la novela fue traducida al italiano y al francés.
En 2020, y tras el fallecimiento de Venturini, una continuación inédita de la novela titulada Las amigas fue publicada por la editorial Tusquets.

## Argumento
Ambientada en 1940, la novela relata en primera persona la historia de una familia disfuncional de clase media-baja de la ciudad de La Plata, Argentina, a través de su protagonista minusválida, Yuna Riglos; víctima de dislexia.

## Composición
Venturini escribió Las primas en su máquina de escribir «de un tirón», siendo, según ella, la primera vez que escribía una novela «completamente a máquina». La comenzó después de que su secretaria le presentáse el recorte del diario Página/12 que presentaba el concurso que tiempo después ganó la novela:

Y ahí entonces la empecé. La terminé dos días antes de entregarla. La mandamos con un remis. Tardé un poco más de dos meses.

Según recordó Mariana Enríquez en su prológo para la reedición de Las primas de 2020, el original de Las primas era «muy diferente a los demás». Estaba «escrito en máquina de escribir» y, para los errores de tipeo, «el autor había usado un corrector líquido».

### Publicación
Venturini presentó, bajo el seudónimo de Beatriz Portinari, la novela al Premio de Nueva Novela Página/12, el cual contaba con un jurado conformado por Juan Ignacio Boido, Juan Forn, Rodrigo Fresán, Alan Pauls, Sandra Russo, Guillermo Saccomanno y Juan Sasturain. Después de ganar el premio, el diario Página/12, dueño del premio, publicó la novela ese mismo año.

## Personajes

### Principales
- Yuna: protagonista y narradora de la historia, víctima de dislexia.
- Betina: hermana deficiente de Yuna, retratada en la novela como un animal casi.
- Tía Nené: tía de Yuna, hermana de Clelia e Ingrazia.
- Carina: prima de Yuna e hija mayor de Ingrazia, nacida con seis «deditos» en cada pie.
- Petra: prima de Yuna y hermana de Carina, víctima de enanismo y prostituta.
- José Camaleón: profesor de arte de Yuna.

### Secundarios
- Clelia: maestra «de puntero», madre de Yuna.
- Rufina: ama de casa de Yuna, que sabía cocinar y se ocupaba de realizar las tareas del hogar.
- Ingrazia: la otra hermana de Clelia y Nené; casada con su primo «Danielito».
- Danielito: tío de Yuna y primo de Clelia, Nené e Ingrazia; esta última su esposa.
- Anita del Porte: novia de Abalorio y amante de José Camaleón.
- Abalorio de los Santos Apóstoles: novio de Anita del Porte y amigo de José Camaleón.
- Carmelo «Cacho» Spichafoco: dueño del deparmento que Yuna y Petra piensan adquirir.

## Recepción
El jurado el cual se encargó de conceder el Premio de Nueva Novela Página/12 que Las primas ganó, conformado por Juan Ignacio Boido, Juan Forn, Rodrigo Fresán, Alan Pauls, Sandra Russo, Guillermo Saccomanno y Juan Sasturain la llamó una novela «única, extrema, de una originalidad desconcertante, que obliga al lector a hacerse muchas de las preguntas que los libros suelen ignorar o mantener cuidadosamente en silencio». En su prólogo para la reedición de 2020 a cargo de la editorial Tusquets, Mariana Enríquez llamó a la novela «una novela de mujeres extremas, enfermas, obsesivas, maltratadas. Para reírse en voz alta ante las provocaciones y las decisiones insólitas». El Periódico de Catalunya la catalogó de «valiente, inaudita» y «memorable», mientras que Enrique-Vila Matas, para el diario El País, la llamó una «novela escrita con enfermiza genialidad».
Además de haber ganado el Premio de Nueva Novela Página/12, la edición española de Las primas fue votada en 2010 como el mejor libro en español editado en España durante 2009, recibiendo así el II Premio Otras Voces, Otros Ámbitos. Fue traducida al italiano y al francés.También fue incluido por el gobierno de la provincia de Buenos Aires en la colección Identidades Bonaerenses,que sufrió un intento de censura por parte del gobierno nacional.

### Premios
- 2007: Premio de Nueva Novela Página/12[2]
- 2010: II Premio Otras Voces, Otros Ámbitos[3]

## Adaptación teatral
En 2010, Marcela Ferradás y Román Podolsky adaptaron la novela de Venturini a teatro bajo el título Las primas o La voz de Yuna.